# Älplermagronen
L'Älplermagronen (littéralement « macaronis des Alpes ») est un plat des régions alpines de la Suisse. Il s'agit d'un plat de pâtes (originellement des macaronis qui donnent leur nom au plat), pommes de terre, crème, fromage et oignons. Ce mets est souvent servi avec de la compote de pommes.